# Indigo Rose

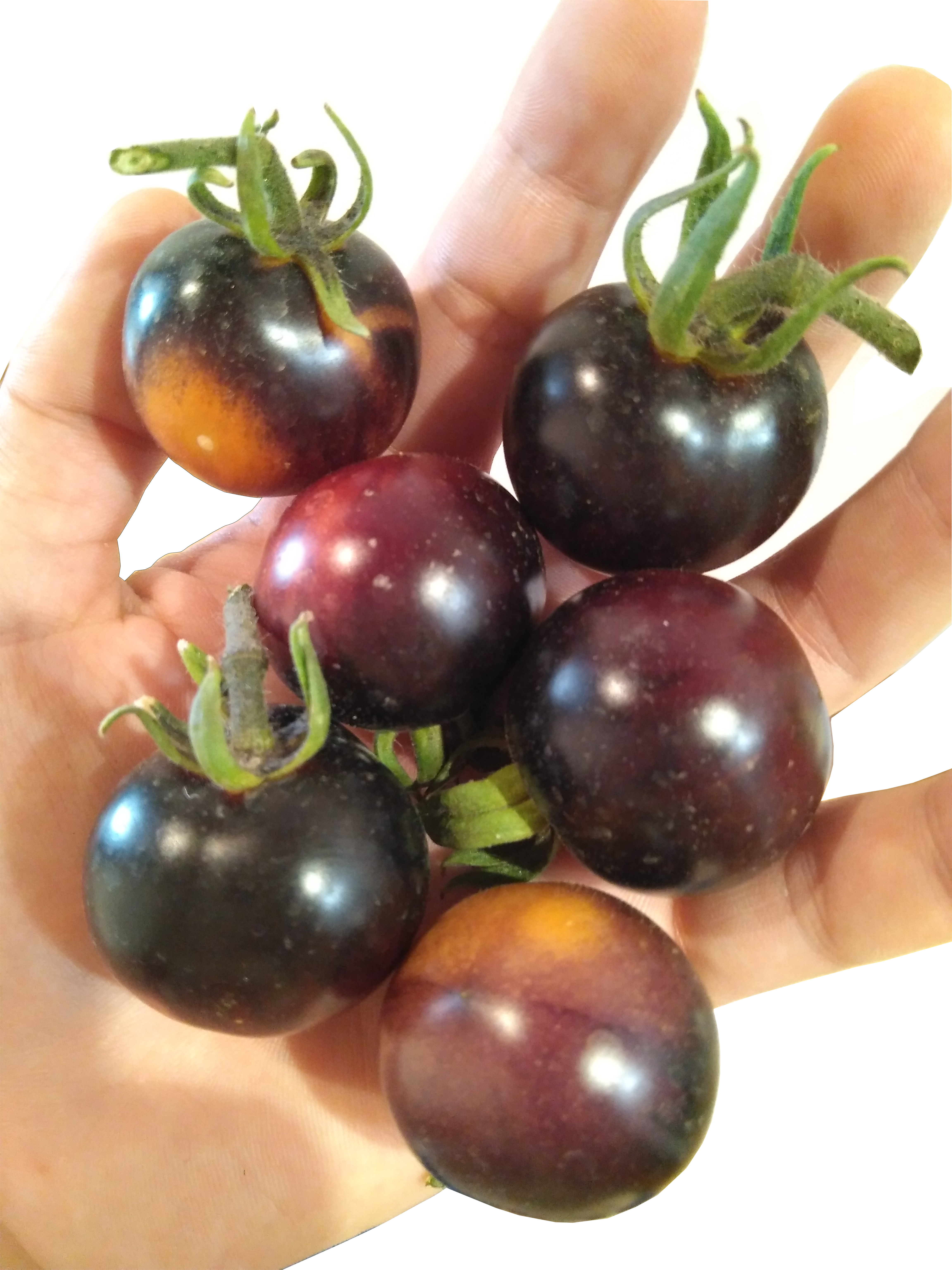
Tomates Indigo Rose

El Indigo Rose (también conocido como tomate púrpura o purple tomato) es una variedad de tomate creada mediante hibridaje con variedades silvestres, presentada en 2012.
Destaca tanto por ser el primero en tener un alto contenido de antocianinas, como por el color púrpura que éstas le confieren a la cáscara. El color puede ser tan obscuro como una berenjena, por eso también se lo conoce como tomate negro o black tomato (en inglés).
Aunque hay otros tomates de colores similares, aquellos se deben a la mezcla de varios compuestos de distintos colores; mientras que en este caso se debe exclusivamente a la presencia de antocianinas.
La elevada concentración de antocianinas fue buscada por su función antioxidante que podría ayudar en la prevención de algunos tipos de cáncer. Algunas variedades silvestres expresaban la antocianina en las semillas, que no son comestibles. Por eso, en los años 1960 la Universidad Estatal de Oregón inició el programa para cruzar variedades silvestres con las domésticas. Aunque el empleo de técnicas avanzadas de modificación genética hubieran producido el mismo resultado en menor tiempo, no fueron empleadas. Desde la universidad destacan que se usaron técnicas más antiguas como el hibridaje, para eliminar posibles temores infundados en el público. Esta variedad incorpora los genes Aubergine (Abg) de S. lycopersicoides, Anthocyanin fruit tomato (Aft) de S. chilense, y atroviolaceae (atv) de S. cheesemanii.
El contenido de antocianinas es mayor en otros vegetales de distribución habitual, como los arándanos. Sin embargo, se optó por modificar tomates porque son un producto diariamente consumido, al menos en Estados Unidos donde reside la universidad. También aclaran que aunque pueda asociarse el color púrpura a sabores intesos, la elevada concentración de antocianinas que lo produce no afecta el sabor. También advierten que al tener un color tan fuerte puede encubrir el color verde que indica que no han madurado. Como toda solanácea (incluyendo otros tomates, berenjenas y patata) y algunos Solanales (como la batata), sólo debe consumirse el fruto maduro. El resto de las partes de la planta, e incluso los frutos verdes, pueden ser tóxicos por la presencia del alcaloide solanina.